# Ghiacciaio Cohen
Il Ghiacciaio Cohen (in lingua inglese: Cohen Glacier) è un piccolo ghiacciaio antartico che si origina dal Monte Cohen e fluisce in direzione nord per terminare nel Ghiacciaio Strom, vicino alla testata della Barriera di Ross. È compreso nell'area dell'Herbert Range, catena montuosa che fa parte dei Monti della Regina Maud, in Antartide. 
La denominazione fu assegnata dal gruppo sud della New Zealand Geological Survey Antarctic Expedition (NZGSAE), 1963–64, in associazione con quella del Monte Cohen.